# ان‌جی‌سی ۲۷۹
ان‌جی‌سی ۲۷۹ (انگلیسی: NGC 279) نام یک کهکشان عدسی در صورت فلکی نهنگ است.